# Histoire à venir
 (août 2023).
Histoire à venir est une pièce de théâtre de l'auteur dramatique danois Christian Lollike parue en 2009 et traduite en 2011 par Catherine Lise-Dubost. La pièce porte sur les thèmes de l'immigration dans le monde occidental contemporain.

## Synopsis
Le personnage principal est une femme (ELLE) confronté à des personnages types représentant différents aspects de la société, grâce à son métier de chauffeuse de taxi. L'ensemble de ces rencontres amène le spectateur à une réflexion sur le phénomène de l'immigration dans la société contemporaine.

## Éditions
- 2011 : Catherine Lise-Dubost, Éditions théâtrales